# آلاله مازندرانی
آلاله مازندرانی (نام علمی: Ranunculus buhsei) نام یک گونه از سرده آلاله است. سردهٔ آلاله در ایران ۵۵ گونهٔ علفی یک ساله و چند ساله دارد. آلاله مازندرانی یکی از ۵۵ گونهٔ موجود در ایران است.